# Księżniczka Azula
Księżniczka Azula – bohaterka amerykańskiego serialu animowanego pt.: Awatar: Legenda Aanga. Pojawiła się też epizodycznie w filmie aktorskim Ostatni władca wiatru z 2010 roku, gdzie zagrała ją amerykańska aktorka, Summer Bishil.

## Opis bohatera
Czternastoletnia księżniczka Narodu Ognia, siostra Zuko i ulubione dziecko Lorda Ozai. Mimo iż ma czternaście lat, wygląda bardzo dojrzale. Jest okrutna i egoistyczna. Jej myślenie nastawione jest wyłącznie na wojnę i siłę. Manipuluje innymi, nieraz uciekając się do tortur, byleby osiągnąć to co chce, ignoruje rodzinę i więzi emocjonalne, kiedy są jej nie na rękę. Jako Mag Ognia z sadystycznym usposobieniem, Azula jest niezwykle niebezpieczna. Potrafi wytwarzać błyskawice jako formę Magii Ognia (oprócz niej potrafią to także np. stryj Iroh i Władca Ognia Ozai). Dodatkowo przejawia umiejętność wytwarzania niebieskiego płomienia, znacznie gorętszego i potężniejszego od zwykłego ognia. Widzi innych jako zupełnie zbędnych, stosując metodę zastraszenia wobec wszystkich, którzy jej podlegają. Azula przyjaźniła się z Mai i Ty Lee. Znała je z dzieciństwa, dorastały razem. W odcinku pt: "Wrząca skała" (rozdział 15), Mai buntuje się i staje w obronie brata Azuli, mówiąc, iż bardziej kocha Zuko, niż boi się złej księżniczki. Księżniczka nie wytrzymuje i próbuje strzelić w Mai błyskawicą, aż do obrony Mai wkracza Ty Lee. Azula wtrąca je do lochu, gdyż nie chce więcej widzieć jej dawnych przyjaciółek.

## Załamanie nerwowe
Na końcu trzeciej księgi Azula zostaje pokonana. Wpada w obłęd. Zuko jako Nowy Władca Ognia wysyła ją do zakładu dla umysłowo chorych, na jednej z pomniejszych wysp Narodu Ognia, gdzie uważnie poddana zostaje obserwacji i leczeniu. Powodem jej szaleństwa było załamanie nerwowe. Przyczyniły się do tego między innymi: zdrada Mai i Ty Lee czy też faworyzowanie Zuko przez ich matkę, księżniczkę Ursę.

## Zabicie Aanga
W drugiej księdze Azula w pewnym sensie zabiła Aanga, zamykając mu siódmą czakrę i tym samym uniemożliwiając mu przejście w stan Awatara ze swą świadomością. Katara jednak uleczyła go wodą z Bieguna Północnego. Woda ta miała wyjątkowe właściwości, gdyż pochodziła z Oazy Duchów – miejsca z duchami księżyca Tui i oceanu La.